# ریزسیاره

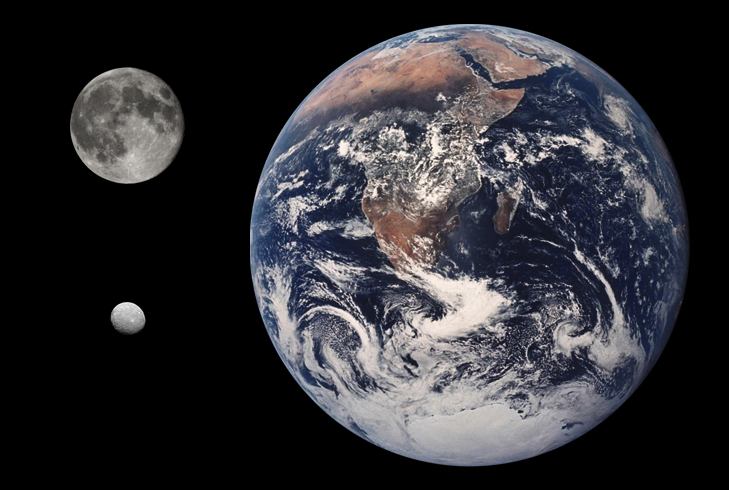
نمونه ای از ریزسیاره

ریزسیاره (Minor planet) به آن دسته از اجرام نجومی گفته می‌شود که به‌طور مشخص نه یک دنباله‌دارند، و از نظر اندازه نیز سیاره نیستند ولی دارای مدار مستقیم و واضحی به دور خورشید (یا به‌طور کلی به دور ستارهٔ سامانه سیاره‌ای خود) باشند. ریزسیاره‌ها می‌توانند سیاره کوتوله، سیارک، تروجان، سانتور، اجرام در کمربند کویپر و، یا از اجسام فرانپتونی باشند. اولین ریزسیاره کشف شده سِرِس بود که در سال ۱۸۰۱ کشف شد. تاکنون مدارهای ۵۷۰٬۰۰۰ ریزسیاره در مرکز اطلاعات ریزسیاره‌ها جمع‌آوری شده‌است.
اصطلاح ریزسیاره از قرن ۱۹ میلادی برای توصیف این اجرام مورد استفاده قرار می‌گیرد. واژه ستارک نیز در برخی موارد بخصوص برای اجرام بزرگتر بکار می‌رود. از لحاظ تاریخی شرایط و تعریف سیارک‌ها، ریزسیاره‌ها و ستارک‌ها یکسان است. اما مسئله زمانی پیچیده‌تر شد که تعدادی ریزسیاره در فراتر از مدار مشتری و به ویژه نپتون کشف شدند که در سطح جهانی نمی‌توان آن‌ها را سیارک در نظر گرفت. ریزسیاره‌هایی که گاز از آن‌ها خارج می‌شود به عنوان دنباله‌دار طبقه‌بندی می‌شوند.
تا پیش از سال ۲۰۰۶ اتحادیه بین‌المللی اخترشناسی به‌طور رسمی از عنوان ریزسیاره استفاده می‌نمود. اما پس از نشست سال ۲۰۰۶ طبقه‌بندی ریزسیاره و دنباله‌دار را به سیاره کوتوله و اجرام کوچک سامانه خورشیدی تغییر داد. بر اساس تعریف جدید اجرامی که دارای جاذبه کافی برای بیضی شکل شدن باشند، سیاره کوتوله و همچنین به تمام ریزسیاره‌ها و دنباله‌دارها، اجرام کوچک سامانه خورشیدی گفته می‌شود. به گفته این اتحادیه همچنان می‌توان از اصطلاح ریزسیاره استفاده نمود. اما به‌طور کلی اصطلاح اجرام کوچک سامانه خورشیدی بدان ترجیح داده می‌شود.